# ASLpage
ASLpage was een Belgische online jongerencommunity met mogelijkheden voor een blog, foto- en video-album. De website was vooral populair in de Belgische provincie Limburg met in oktober 2008 meer dan 100.000 jongeren die een geregistreerd profiel hadden.

## Geschiedenis
ASLpage werd opgericht in juni 2003 door enkele leden van de ondertussen vergane community Digitale Metropool Antwerpen (DMA). De naam ASLpage ontstond uit de op het internet populaire afkorting ASL. De website was ook een vorm van protest tegen de toen nog betalende community's door alle diensten volledig gratis te maken waar je toen nog vaak moest betalen via sms voor een foto publiceren op je online profiel. Sinds juni 2005 is het beheer van de website in handen van PhaseTwo BVBA en is er een samenwerking met de Belgische chat community chat.be. Sinds juni 2008 heeft Concentra een minderheidsdeelname verworven in de website.
In 2012 ging de site op pauze met de intentie de site volledig te hernieuwen. In 2015 is de site echter volledig van het net gehaald.

## Medewerkers
ASLpage werd onderhouden door een twintigtal jonge vrijwilligers die zowel het dagelijks beheer van de website verzorgden als het onderhoud aan de infrastructuur. Daarnaast werd er ondersteuning gegeven door enkele vaste medewerkers in dienst van ASLpage BVBA. Een van de bekendste vrijwilligers en ook medeoprichter was Kim Gosselin, een deelnemer van het programma Doodgraag leven op Eén. In oktober 2010 overleed hij.